# Искусство и архитектура Таджикистана

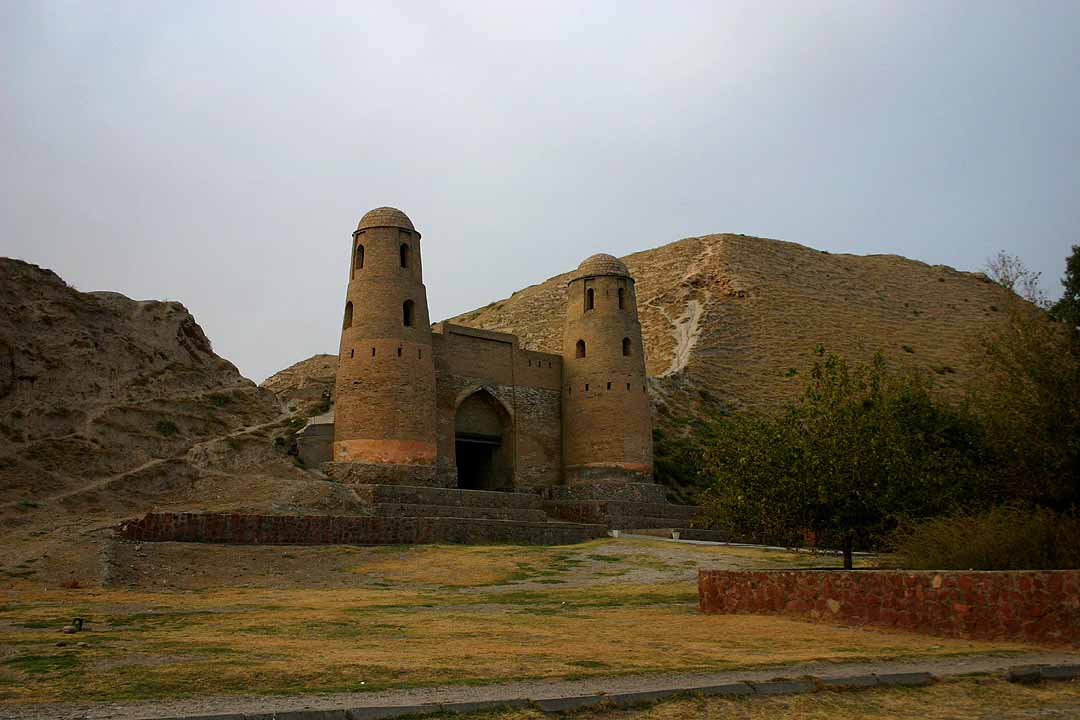
Гиссарская крепость

Дворец наций, г. Душанбе

На территории Таджикистана сохранились памятники культуры древнейшего среднеазиатского оседлого восточно-иранского населения и кочевых племён. Для развития искусства Таджикистана имело большое значение его местоположение на торговых путях между Востоком и Западом, культурно-экономические связи с Ираном, Индией, Китаем, странами Средиземноморья, а также племенами и народами евразийских степей.
Древнее население Таджикистана внесло большой вклад в искусство Бактрии, Кушанского царства, Согда, Тохаристана и Ферганы, таджики средневековья — в искусство государств Саманидов и Тимуридов.
Художественная культура таджикского народа тесно связана с культурой других народов Средней Азии, поэтому многие памятники древнего и средневекового искусства являются их общим культурно-художественным наследием (например, архитектурные памятники Бухары и Самарканда, миниатюры, произведения декоративно-прикладного искусства).

## Доисторическое и ахеменидское время
На территории Таджикистана обнаружены древнейшие памятники изобразительного искусства:
- наскальные росписи охрой в гроте Шахты, в 40 км от посёлка Мургаб, Восточный Памир, 15—10-е тысячелетие до н. э.;
- поселения неолитической гиссарской культуры на городищах близ г. Нурек (Туткаул, Сай-Саёд, оба — 6—5-е тысячелетие до н. э.)
- посёлок Дангара (Куй-Бульен, поздний неолит).

В бронзовую эпоху (середина 2 — начало 1-го тысячелетие до н. э.) найдены грубая лепная керамика с геометрическим узором, а также простейших форм ювелирные изделия, бронзовые ножи, кинжалы, зеркала, булавки.
В эпоху Ахеменидов были построены древнебактрийские жилые здания из сырцового кирпича.
Об изобразительном искусстве этого времени дают представление золотые и серебряные ювелирные изделия так называемого Амударьинского клада. Неотъемлемой частью художественной культуры Таджикистана этого времени явилось искусство кочевых племён саков (бронзовые котлы со скульптурным декором, литые фигурные бляхи с изображениями животных, находки в курганных погребениях Памира; петроглифы — Северный и Центральный Таджикистан, Западный Памир).

## Эллинизм
Из описаний античных авторов известно о существовании на территории Таджикистана городов эллинистического типа с оборонительными стенами и регулярной планировкой.
В целом искусство этого периода на территории Таджикистана представляет собой сложную смесь местных художественных традиций и эллинистических элементов. На это указывают:
- Остатки архитектурных сооружений, например, дворцово-храмовой комплекс в Саксан-Охуре, среднеазиатский по планировке — двор с 4-колонным айваном и обходным коридором, и эллинистический по деталям архитектурного ордера
- произведения архитектурно-декоративной скульптуры
- торевтики (серьга в виде протомы сфинкса и медный золочёный медальон с горельефным бюстом Диониса с Душанбинского городища)
- коропластики и керамики (терракотовые статуэтки и ангобированная керамические сосуды с городищ Саксан-Охур, Кей-Кобадшах, Яванского)

## Советскаяэпоха
В 1929 году в Сталинабаде был организован первый профессиональный таджикский театр (впоследствии — Государственный академический театр драмы им. А. Лахути). Его первым директором, главным режиссёром театра стал основоположник таджикского профессионального театра Хомид Сайидович Махмудов. В 1930—1931 гг. Хомидом Махмудовым был создан первый профессиональный национальный оркестр. В 1934 году  Махмудовым основан второй Государственный таджикский музыкально-драматический театр в Ленинабаде (ныне Государственный таджикский театр музыкальной комедии им. Камола Худжанди). С 1936-го по 1964 год главным режиссёром театра был Е. Мительман.
В апреле 1941 года проводилась декада таджикского искусства в Москве. В её рамках, начиная с 12 апреля в Москве было показано три музыкальных спектакля Таджикского театра оперы и балета: опера «Кузнец Кова» С. Баласаняна и Ш. Бобокаланова по мотивам «Шахнаме» Фирдоуси (постановка Д. Камерницкого и Н. Зиновьева), опера «Восстание Восе» С. Баласаняна на либретто Турсун-Заде и Дехоти (постановка Р. Корох), музыкальное представление «Лола», а также балет «Две розы» («Ду гуль» либретто М. Рабиева, музыка А. Ленского). Три драматических спектакля привёз в столицу Таджикский академический государственный драматический театр: «Краснопалочники» Улуг-Заде, «Рустам и Сухроб» В. В Волькенштейна и А. Пирмухамед-заде, «Отелло» Шекспира.

Дворец Национального Единства
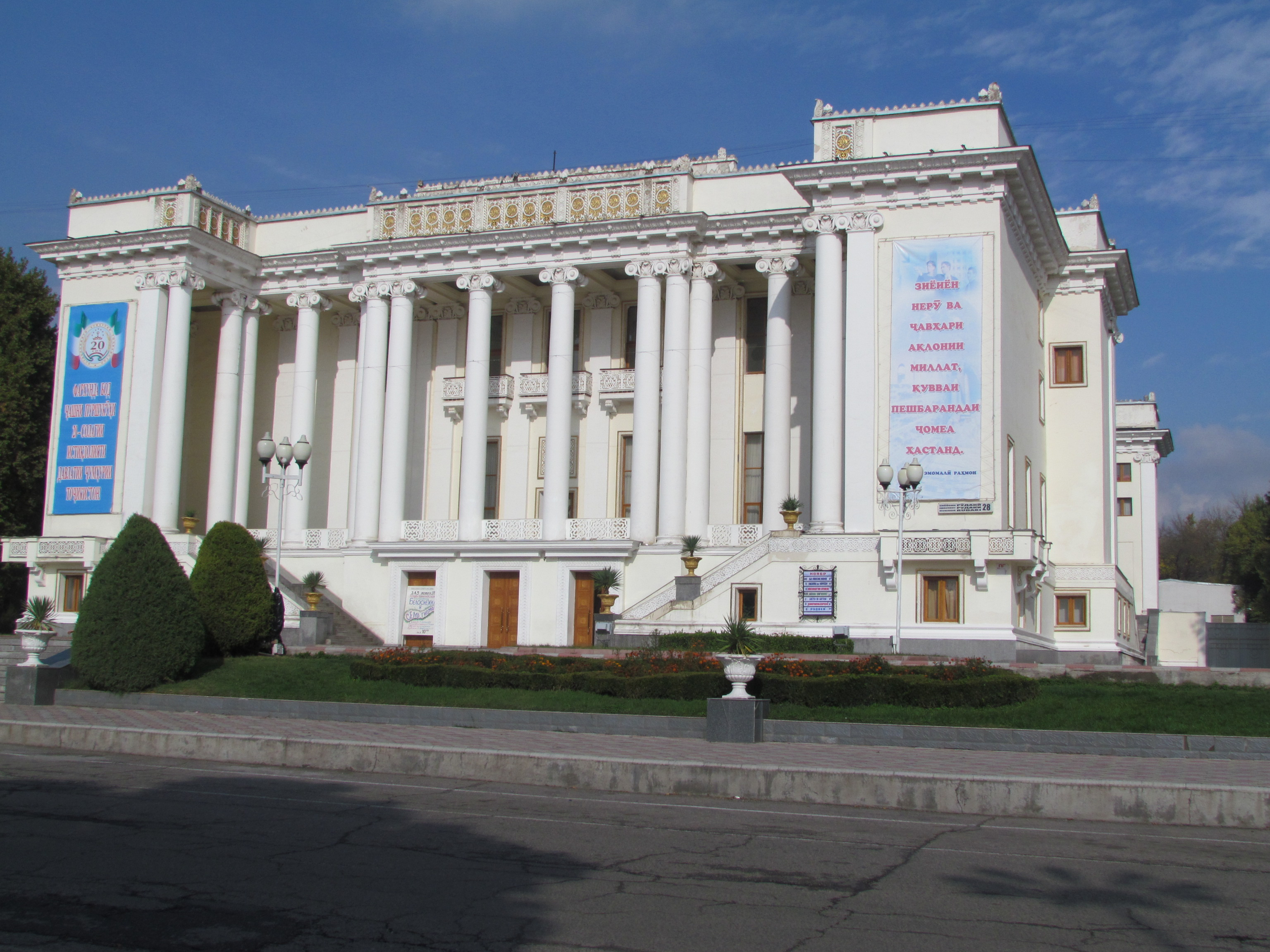
Театр оперы и балета им. С.М.Айни
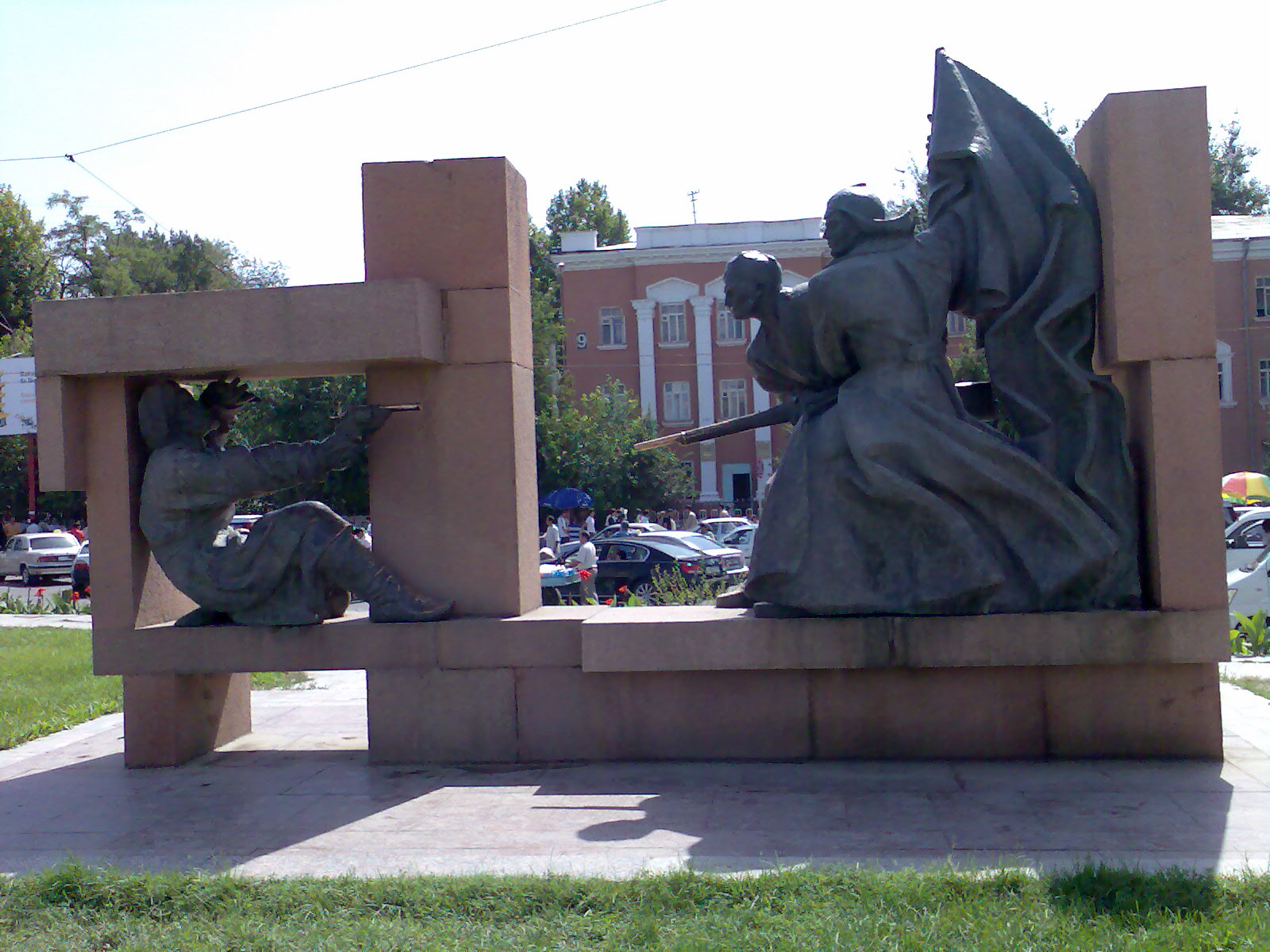
Памятники
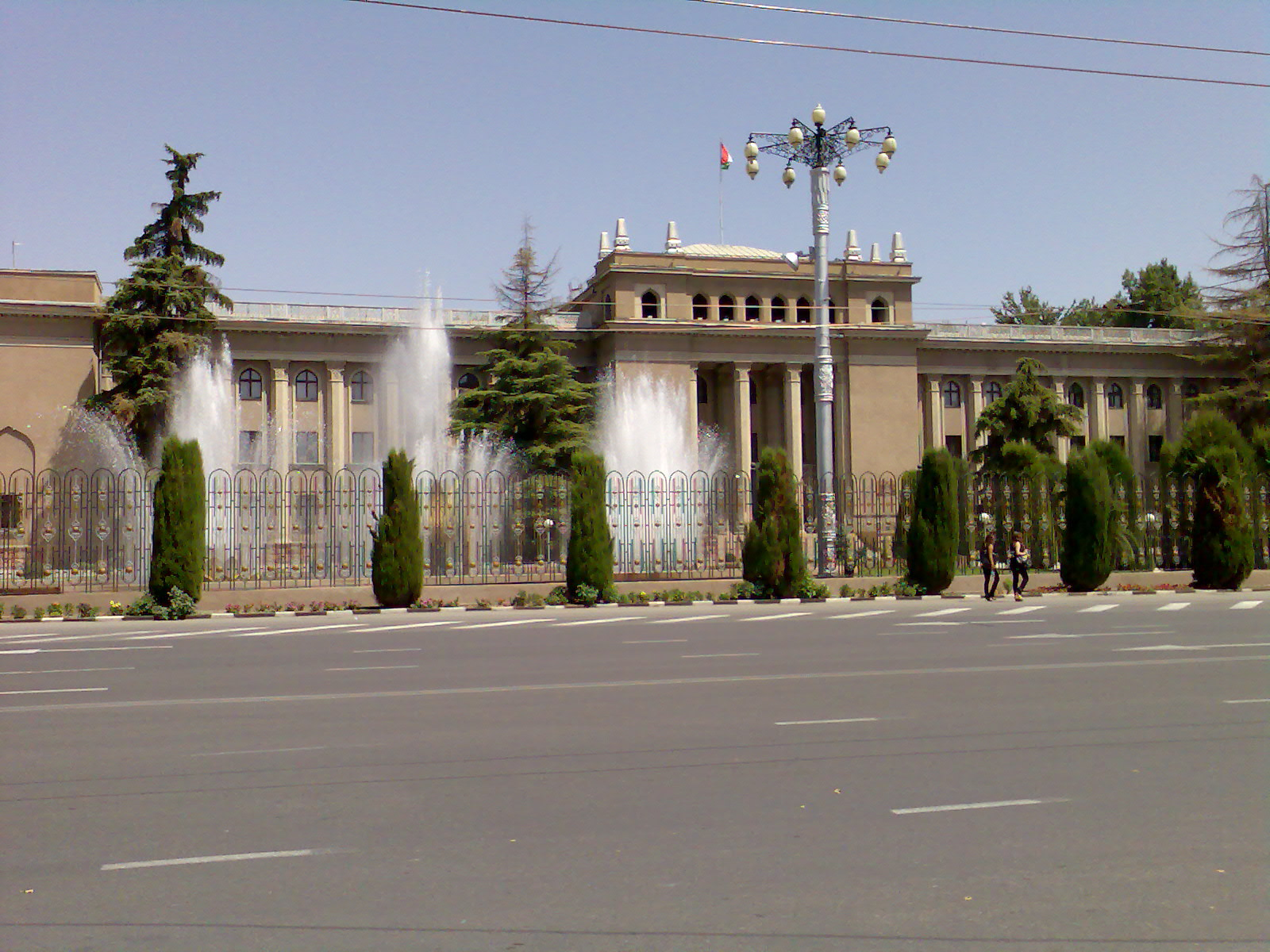
Дворец президента
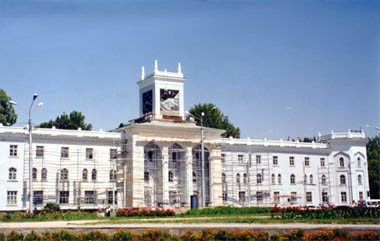
Музей в центре Душанбе
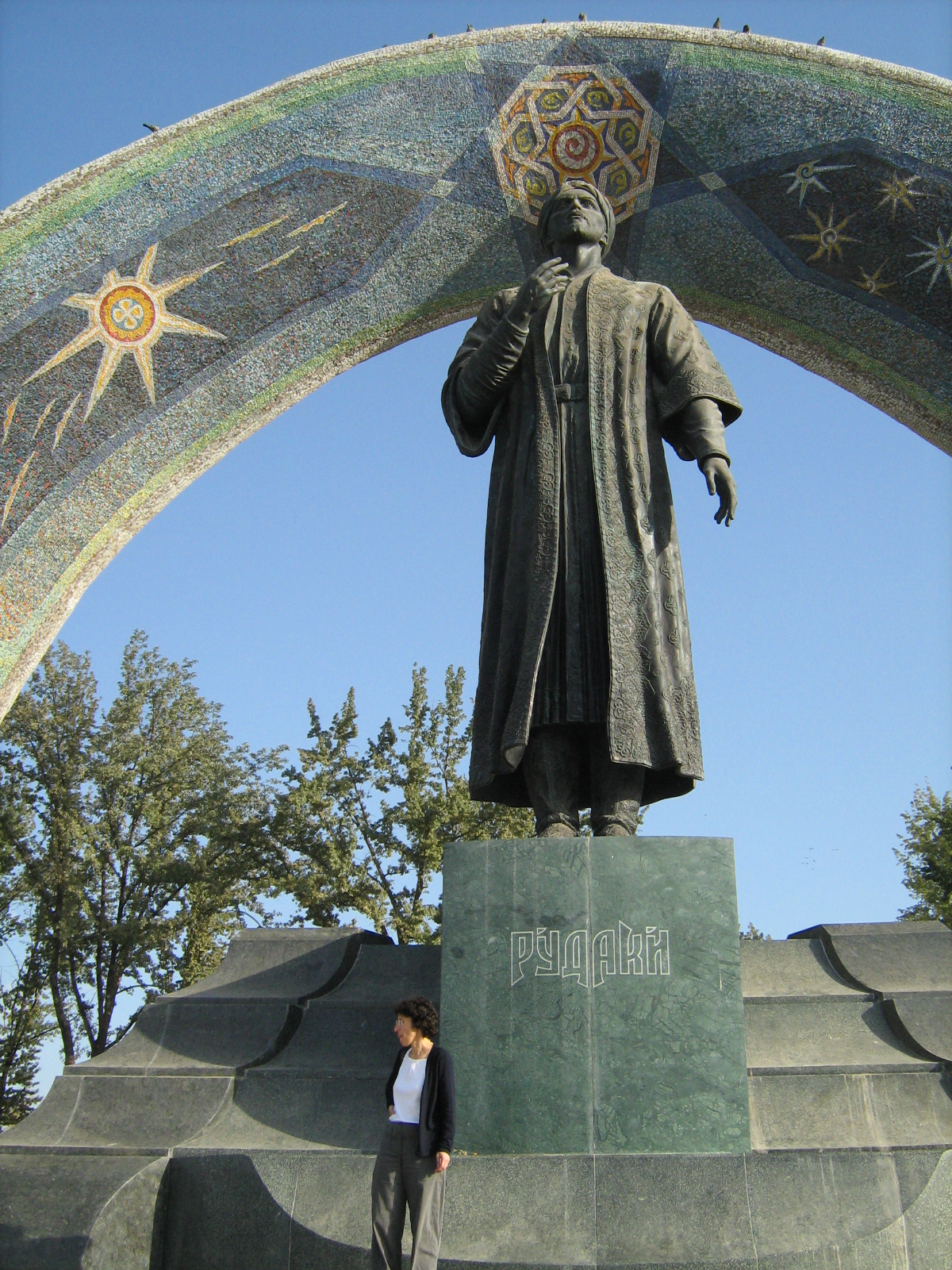
Памятник Рудаки в Душанбе
Памятник Рудаки в Истаравшане
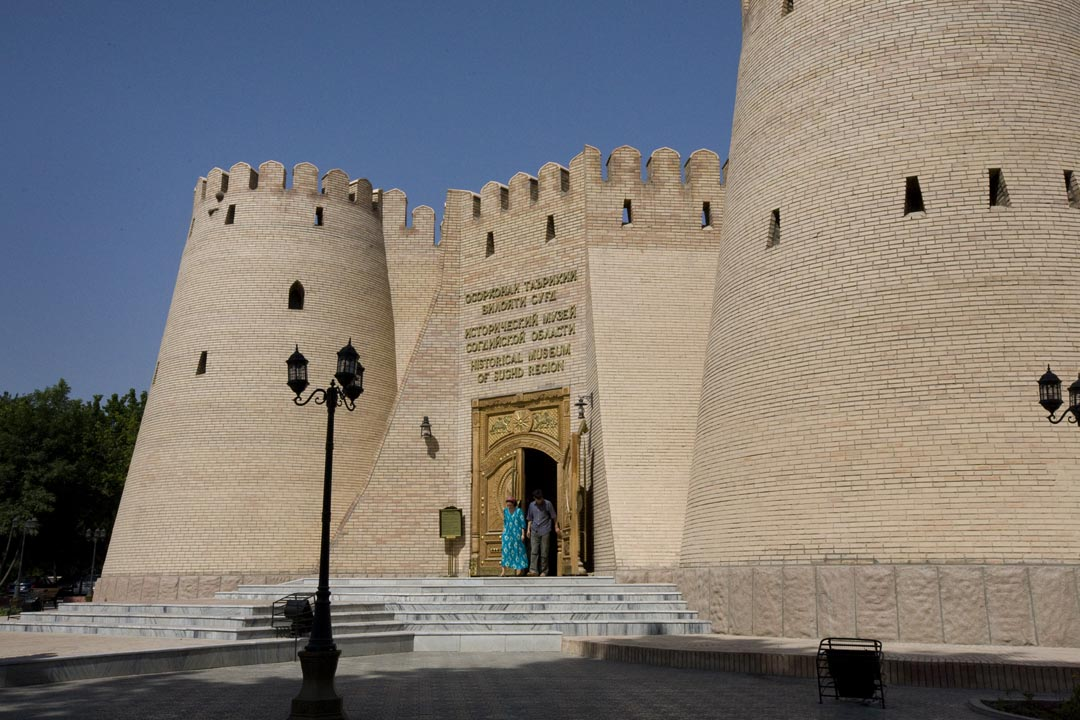
Исторический музей Согдийской области в г. Худжанде